# جاسینتو الا
جاسینتو الا (انگلیسی: Jacinto Elá؛ زادهٔ ۲ مهٔ ۱۹۸۲) بازیکن فوتبال اهل اسپانیا است.
از باشگاه‌هایی که در آن بازی کرده‌است می‌توان به باشگاه فوتبال هرکولس، باشگاه فوتبال اسپانیول، باشگاه فوتبال ساوت‌همپتون، و باشگاه فوتبال داندی اشاره کرد.
وی همچنین در تیم‌های ملی فوتبال زیر ۱۸ سال اسپانیا و گینه استوایی بازی کرده‌است.